# М-2 (двигатель)
М-2 — советское обозначение французского авиационного ротативного поршневого двигателя Le Rhône 9J, лицензия на производство которого приобретена Российской империей.
Двигатель производил Государственный авиационный завод (ГАЗ) № 2 (г. Москва) начиная с лета 1919 года. Массовое производство было налажено с 1925 года, выпуск прекращен в 1927 году. Всего выпущено около 2000 двигателей.

## Конструкция
Двигатель представлял собой звездообразный четырёхтактный ротативный двигатель воздушного охлаждения с девятью цилиндрами. Редуктор отсутствовал. В зависимости от модификации поршни изготовлялись из чугуна или из алюминия.

## Модификации
- М2-110 — копия французского двигателя Рон J с чугунными поршнями, мощность 110 л. с.
- М2-120 — копия французского двигателя Рон Jb с алюминиевыми поршнями, мощность 120 л. с.

## Применение
Двигатели М-2 устанавливались на самолётах У-1, автожире КАСКР-1, а также на некоторых опытных самолётах, и вертолетах.